# Wschodnioukraiński Uniwersytet Narodowy im. Wołodymyra Dala
Wschodnioukraiński Uniwersytet Narodowy im. Władimira Dala (ukr. Східноукраїнський національний університет імені Володимира Даля, СНУ ім. В. Даля) – ukraińska szkoła wyższa w Ługańsku. Kształcenie prowadzone jest na 32 kierunkach. 27 marca 1920 roku zostało założone Ługańskie Technikum Narodowe (ukr. Луганський народний технікум), wkrótce przemianowane na Ługańskie Wieczorowe Technikum Robotnicze (ukr. Луганський вечірній робітничий технікум). W 1930 zostało reorganizowane w Ługański Wieczorowy Robotniczy Instytut Inżynierii Maszyn (ukr. Луганський вечірній робітничий машинобудівний інститут). Od 1934 roku działalność Instytutu została zawieszona i wznowiona dopiero w 1939 roku pod nową nazwą – Woroszyłowgradzki Wieczorowy Instytut Inżynierii Maszyn (ukr. Ворошиловградський вечірній машинобудівний інститут). Podczas II wojny światowej w 1942 został ewakuowany do Omska i przemianowany na Omski Instytut Inżynierii Maszyn (ukr. Омський машинобудівний інститут). Po wojnie, w latach 1945–1959, uczelnia funkcjonowała w ramach filii zaocznego Moskiewskiego Instytutu Przemysłu Metalowego, Charkowskiego Instytutu Inżynierii Maszyn i Mechaniki. Od 1960 roku Ługański Wieczorowy Instytut Inżynierii Maszyn jest niezależną instytucją. W 1962 otwarto dzienny wydział. 8 maja 1993 roku na bazie Ługańskiego Instytutu Inżynierii Maszyn oraz kilku innych instytucji Ługańska i obwodu ługańskiego powstał Wschodnioukraiński Uniwersytet Państwowy (ukr. Східноукраїнський державний університет). Dopiero 11 września 2000 otrzymał obecną nazwę.
Po rozpoczęciu wojny rosyjsko-ukraińskiej, w sierpniu 2014 roku, uczelnia przeniosła swoją siedzibę z okupowanego Ługańska do Siewierodoniecka. W wyniku Inwazji Rosji na Ukrainę w 2022 roku uniwersytet musiał się ponownie ewakuować, tym razem do Kijowa.